# Bajofondo
Bajofondo (рус. Бахофондо), ранее известная как Bajofondo Tango Club — музыкальная группа, играющая музыку в стиле фьюжн.

## О группе
Основана в 2002 году аргентинцем Густаво Сантаолальей, обладателем премий Грэмми и Оскар. В состав группы входят аргентинские и уругвайские музыканты, исполнители, вокалисты и диджеи. Коллектив сочетает звучание электронных и акустических инструментов, исполняя смесь блюза, танго и народной музыки. Стиль группы часто называют «электро-танго», но сам Сантаолалья противится такому определению: «Не думаю, что мы играем танго или электронную музыку. Мы исполняем музыку с элементами танго, в ней также встречается милонга, кандомбе, рок, хип-хоп, электроника, фолк, симфоническая музыка, прогрессивный рок и фанк».
Проект изначально назывался Bajofondo Tango Club и был создан аргентинцем Сантаолальей и уругвайцем Хуаном Камподонико. Пригласив нескольких друзей, они выпустили дебютный диск Tango Club, который был тепло принят публикой. Из-за возникшего ажиотажа музыканты решили собрать полноценный коллектив и через три месяца добрали недостающих исполнителей. В 2007 году вышел второй полноценный альбом Mar Dulce, а в 2013 году — концептуальный альбом Presente, в записи которого было задействовано около 30 музыкантов. К тому времени группа существенно изменила способ исполнения музыки: если ранее около 80 % партий были запрограммированы, то теперь большая часть музыки исполнялась вживую. В 2019 году вышел четвёртый лонгплей Bajofondo Aura, вдохновлённый латиноамериканской музыкой.

## Дискография
- Bajofondo Tango Club — 2002
- Supervielle — 2004
- Remixed — 2005
- Mar Dulce — 2007
- Presente — 2013
- Aura — 2019